# 斧槍兵の肖像
『斧槍兵の肖像』（おのやりへいのしょうぞう、伊:Alabardiere）は、イタリアのマニエリスム期の画家、ヤコポ・ダ・ポントルモが1529年から1530年にかけて、または1537年に制作した油彩画である。もともと板に描かれ、後にカンヴァスに移された。現在、ロサンゼルスの J・ポール・ゲティ美術館に所蔵されている。フィレンツェ、ウフィツィ美術館の素描版画室に所蔵されている準備素描は、より正面向きで、本作ほどコントラポストのポーズをしていない人物を表している。

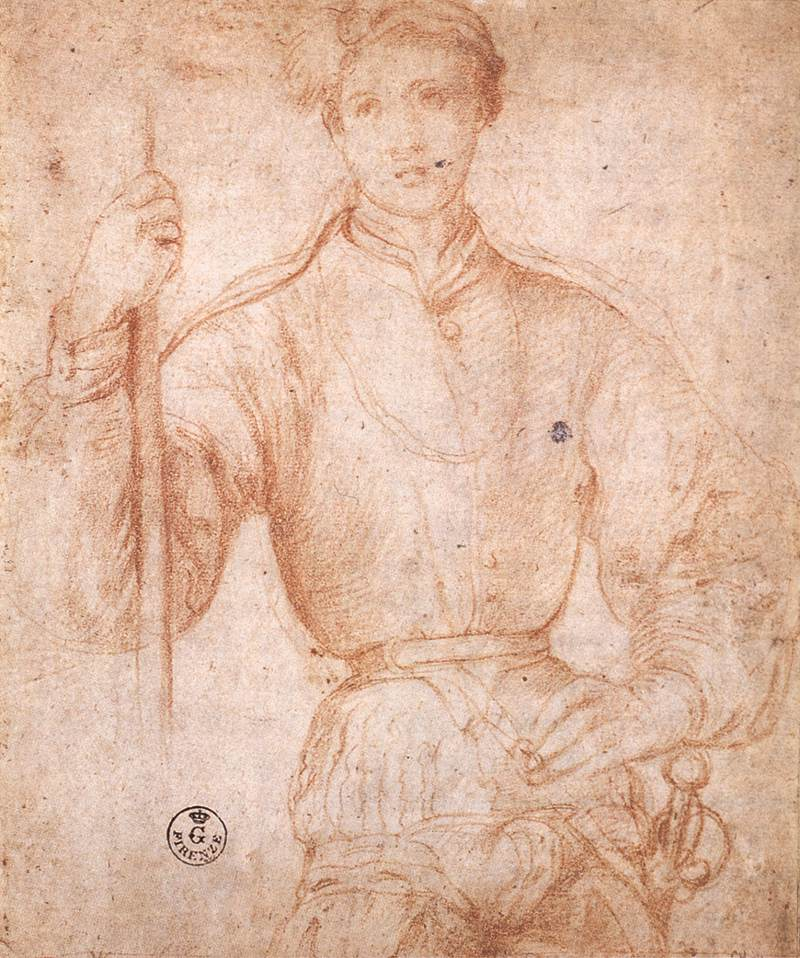
準備素描、ウフィツィ美術館 (素描版画室)

本作は、フィレンツェ包囲戦中、フィレンツェ共和国の非常に若い兵士であったフランチェスコ・グアルディを表しているものだとずっと考えられてきた。というのは、ヴァザーリの『画家・彫刻家・建築家列伝』には、ポントルモによるグアルディの肖像画が記されているからである。また、歴史的な美術品目録の記述に基づいて、1537年のモンテムルロの戦いで勝利した後の、若かったコジモ1世を表していると主張する研究者もいる。
作品は、他の多くの個人コレクションに所蔵される以前、フィレンツェのリッカルディ家のコレクションにあったことが記録されている。 1989年5月に現在の所有者であるJ・ポール・ゲティ美術館に3250万ドルで売却された。これは、それまで売却されたオールド・マスターの絵画の最高価格であった。